# Hypoponera abeillei
Hypoponera abeillei es una especie de hormiga de la subfamilia Ponerinae, Se encuentra en varios países del entorno mediterráneo: se han encontrado ejemplares en Portugal, España, Francia, Italia y Túnez. Es de color marrón amarillento, con ojos pequeños. Posee aguijón.
Esta especie posee dos subespecies: la Hypoponera abeillei abeillei (André, 1881), y la Hypoponera abeillei assmuthi (Forel, 1905).